# Ítalo Perea
Ítalo Perea Castillo (ur. 10 czerwca 1993 w Eloy Alfaro) – ekwadorski bokser, złoty medalista igrzysk panamerykańskich.
W 2011 reprezentował Ekwador na Igrzyskach Panamerykańskich w Gudalajarze zdobywając złoty medal w wadze ciężkiej. Pokonał Cristiana Cabrerę z Dominikany,  w półfinale wygrał z Gerardo Bisbalem (Portoryko) a w finale pokonał Meksykanina Juana Hirachetę.
Podczas igrzysk olimpijskich w Londynie (2012) przegrał w pojedynku pierwszej rundy z Roberto Cammarelle z Włoch.